# Jordbävningen i Pakistan 2011
Jordbävningen i Pakistan 2011 var en jordbävning med Mw 7,2 som hade sitt epicentrum 45 kilometer väster om Dalbandin i Balochistan. . Epicentrum var beläget i ett glest befolkat område. United States Geological Survey rapporterade att jordbävningen inträffade den 18 januari 2011 klockan 20:23:17 UTC (19 januari klockan 01:23:17 lokal tid) vid 28.838°N, 63.974°E. Djupet antogs vara 84 km.
Skakningar efter jordbävningen kändes i grannländer som Bahrain, Förenade arabemiraten, Oman, Iran, Afghanistan, och Indien en stund senare. Jordbävningen kändes med en Mercaliintensitet på MM IV i Islamabad, MM IV Karachi, MM IV i Muskat, MM IV i Delhi, MM III i Kabul, MM III i Dubai, och MM III i Abu Dhabi. Cirka 200 lerstenshus, vissa av dem använda av statliga myndigheter, rapporterades ha skadats i Dalbandinområdet i Pakistan. Två kvinnor avled i hjärtattack i Quetta efter jordbävningen, cirka 330 kilometer nordöst om epicentrum, där intensiteten var MM IV.
Förskjutningen i regionen domineras av flyttningarna hos Arabiska plattan, Indiska plattan, och Eurasiatiska plattan. Denna jordbävning inträffade som ett resultat av normala förkastningar i litosfären vid Arabiska plattan.

### Fotnoter
1. ↑  By the CNN Wire Staff (18 januari 2011). ”Major earthquake strikes southwestern Pakistan”. CNN.com. http://www.cnn.com/2011/WORLD/asiapcf/01/18/pakistan.quake/index.html?hpt=T2. Läst 22 januari 2011.
2. ↑  ”Magnitude 7.2 - SOUTHWESTERN PAKISTAN”. Earthquake.usgs.gov. 18 januari 2011. Arkiverad från originalet den 21 januari 2011. https://web.archive.org/web/20110121034227/http://earthquake.usgs.gov/earthquakes/recenteqsww/Quakes/us2011ggbx.php. Läst 22 januari 2011.
3. ↑  By the CNN Wire Staff (18 januari 2011). ”Homes damaged after Pakistan earthquake - CNN.com”. Edition.cnn.com. Arkiverad från originalet den 4 oktober 2018. https://web.archive.org/web/20181004092058/http://edition.cnn.com/2011/WORLD/asiapcf/01/19/pakistan.quake/?hpt=T2. Läst 22 januari 2011.
4. ↑  ”Leading News Resource of Pakistan”. Daily Times. Arkiverad från originalet den 25 maj 2012. https://archive.is/20120525142901/http://www.dailytimes.com.pk/default.asp?page=2011%5C01%5C20%5Cstory_20-1-2011_pg1_8. Läst 22 januari 2011.
5. ↑  ”Un muerto y varios heridos por terremoto en Pakistán” (på (spanska)). El Economista. 18 januari 2011. Arkiverad från originalet den 4 mars 2016. https://web.archive.org/web/20160304034111/http://eleconomista.com.mx/internacional/2011/01/18/muerto-varios-heridos-terremoto-pakistan. Läst 22 januari 2011.
6. ↑  Ali, Saeed (12 december 2010). ”Major quake rattles Pakistan | World | News”. Toronto Sun. Arkiverad från originalet den 11 december 2013. https://web.archive.org/web/20131211153902/http://www.torontosun.com/news/world/2011/01/18/16936771.html. Läst 22 januari 2011.
7. ↑  ”Magnitude 7.2 – Southwestern Pakistan”. Earthquake.usgs.gov. 18 januari 2011. Arkiverad från originalet den 21 januari 2011. https://web.archive.org/web/20110121034227/http://earthquake.usgs.gov/earthquakes/recenteqsww/Quakes/us2011ggbx.php. Läst 22 januari 2011.